# Gmina Jacksonville (Iowa)

Położenie Gminy Jacksonville w hrabstwie Chickasaw

Gmina Jacksonville (ang. Jacksonville Township) – gmina w USA, w stanie Iowa, w hrabstwie Chickasaw. Według danych z 2000 roku gmina miała 504 mieszkańców, a jej powierzchnia wynosi 139,69 km².